# خانم توماس گیج
خانم توماس گیج یک نقاشی رنگ روغن از جان سینگلتون کاپلی است.
این پرتره مارگارت کمبل گیج، همسر آمریکایی الاصل ژنرال انگلیسی توماس گیج، فرمانده کل نیروهای انگلیس در آمریکای شمالی را به تصویر می‌کشد. این پرتره در سال ۱۷۷۱ در زمان شش ماه اقامت او در نیویورک توسط کاپلی کشیده شد.